# José Antonio Romero Casales
José Antonio Romero Casales (Ciudad de México, 16 de abril de 1968) es un deportista mexicano que compitió en piragüismo en la modalidad de aguas tranquilas. Ganó una medalla en el Campeonato Mundial de Piragüismo de 1994 y seis medallas en el Juegos Panamericanos entre los años 1991 y 2003.

## Palmarés internacional
| Campeonato Mundial   | Campeonato Mundial              | Campeonato Mundial | Campeonato Mundial |
| Año                  | Lugar                           | Medalla            | Competición        |
| -------------------- | ------------------------------- | ------------------ | ------------------ |
| 1994                 | Ciudad de México (México)       | Medalla de bronce  | C4 1000 m          |
| Juegos Panamericanos |                                 |                    |                    |
| Año                  | Lugar                           | Medalla            | Competición        |
| 1991                 | La Habana (Cuba)                | Medalla de plata   | C2 1000 m          |
| 1995                 | Mar del Plata (Argentina)       | Medalla de plata   | C2 500 m           |
| 1999                 | Winnipeg (Canadá)               | Medalla de bronce  | C1 1000 m          |
| 2003                 | Santo Domingo (Rep. Dominicana) | Medalla de plata   | C1 1000 m          |
| 2003                 | Santo Domingo (Rep. Dominicana) | Medalla de plata   | C2 500 m           |
| 2003                 | Santo Domingo (Rep. Dominicana) | Medalla de bronce  | C2 1000 m          |